# Sint-Antoniuskathedraal (Istanbul)
De Sint-Antoniuskerk (Turks: Sent Antuan Kilisesi) is de grootste katholieke kerk in Istanbul, Turkije. De kerk is tevens kathedraal. Beschermheilige van de kerk is Sint-Antonius van Padua.
De kerk werd eigenlijk al gebouwd in 1725, maar deze werd destijds niet als kerk gebruikt. Van 1906 t/m 1912 renoveerde men het gebouw, waarna het wel als kerk werd gebruikt. De in Istanbul geboren Italiaanse architect Giulio Mongeri, bouwde het gebouw naar de standaarden van Italiaans neogotiek.
De Sint-Antoniuskerk staat in het centrum van Istanbul, in Istiklal Caddesi vlak bij het Taksimplein. Ondanks dat het, vooral in de zomermaanden druk is in deze straten, valt de kerk allerminst op. De kerk is gelegen tussen verschillende winkels, fastfoodrestaurants en ambassades.
De kerk wordt beheerd door Italiaanse monniken.